# Сакура, Мая
Мая Сакура (яп. さくら　まや Sakura Maya, наст. имя: Мая Кусано; род. 26 июля 1998) — японская певица в жанре энка и актриса. Свой дебютный сингл, «Tairyou Matsuri», Мая издала в 10 лет, и по итогам 2009 года (в 11 лет) стала самым молодым исполнителем в истории, удостоившимся награды «Новый артист» (и, соответственно, номинации на «Лучшего нового артиста» года) на ежегодной церемонии вручения премий Японской ассоциации звукозаписывающих компаний «Japan Record Awards».

## Дискография
Подробнее см. в «さくらまや» § «作品» в японском разделе.

### Синглы
| Год  | Название                                                                      | Чарты |
| Год  | Название                                                                      | JP    |
| ---- | ----------------------------------------------------------------------------- | ----- |
| 2008 | «Tairyou Matsuri» (яп. 大漁まつり Тайрё: мацури)                              | 83    |
| 2010 | «Nora Neko Sandogasa» (яп. ノラ猫三度笠 Нора нэко сандогаса)                  | 88    |
| 2010 | «Sky Tree wa Kumo no Ue» (яп. スカイツリーは雲の上 Сукай цури: ва кумо но уэ) | 185   |
| 2011 | «Watashi kara Anatae» (яп. 私からあなたへ Ватаси кара анатаэ)                 | 111   |
| 2014 | «Hama no Koinyobo» (яп. 浜の恋女房 Хама но койнё:бо:)                         | 110   |

## Премии и номинации
2009:
Japan Record Awards — Новый артист
Japan Record Awards — Лучший новый артист (номинация)